# ANPA-1312
ANPA-1312 
è una specifica di markup testo a 7 bit per agenzie di stampa pubblicata dalla Newspaper Association of America, progettata per standardizzare il contenuto e la struttura del testo degli articoli di notizie.
L'ultima modifica è del 1989 ed è ancora il metodo più comune per trasmettere articoli di notizie per giornali, siti web e per le Agenzie di stampa in Nord e Sud America. Anche se la specifica prevede la velocità di trasmissione di 1200 bit-per-secondo, le tecnologie di trasmissione moderne rimuovono le limitazioni di velocità.
Sebbene la specifica si basava sul set di caratteri ASCII a 7-bit (ISO 646), alcuni caratteri sono stati destinati ad essere sostituiti dai tradizionali caratteri tipografici di stampa dei giornali, ad esempio piccole funzioni e tecnologie di composizione tipografica digitale. Come tale, è stato un ponte tra vecchi metodi di impaginazione, tradizioni dei giornali e nuove tecnologie.
Forse la parte più conosciuta dell'ANPA-1312 fu il sistema del codice categoria category code, che ha permesso agli articoli di essere classificati da una singola lettera. Ad esempio, gli articoli sportivi sono stati assegnati alla categoria S e articoli di politica furono assegnati alla P. Molti giornali trovano il sistema conveniente e sia articoli di Agenzie di notizie in arrivo che gli argomenti vengono ordinati in categorie codificate ANPA-1312.
Sostituita negli anni novanta dal modello di interscambio informazioni IPTC Information Interchange Model e successivamente da News Industry Text Format, un formato testo basato su XML, la popolarità di ANPA-1312 in Nord America rimane forte dovuta sia al suo supporto diffuso da parte di The Associated Press e dalla riluttanza dei giornali ad investire in nuovi computer o modifiche software.
Una versione modificata, ma con lo stesso nome, è stata implementata da diverse agenzie di stampa dopo la fornitura di alcuni primi sistemi informatici modificando le specifiche per le proprie finalità.
ANPA-1312 (conosciuta anche come ANPA 84-2 e successivamente 89-3) di Newspaper Association of America è strettamente correlato alla specifica IPTC 7901 di International Press Telecommunications Council, ampiamente usata in Europa.

## Funzioni
Utilizzando i campi fissi dei metadati e una serie di controlli e altri caratteri speciali, l'IPTC 7901 è stato progettato per alimentare i flussi di notizie di testo sia per telescriventi che per l'editoria basata su computer. 
Notizie (articoli di stampa) possono essere assegnati a grandi categorie (come sport o cultura) e fornite di priorità più alta o più bassa, basata sulla importanza.